# Grundträsktjärnen, Norrbotten
Grundträsktjärnen är en sjö i Luleå kommun i Norrbotten och ingår i Råneälvens huvudavrinningsområde. Sjön har en area på 0,161 kvadratkilometer och ligger 128 meter över havet. Sjön avvattnas av vattendraget Ronningsbäcken (Grundtjärnsbäcken).

## Delavrinningsområde
Grundträsktjärnen ingår i det delavrinningsområde (734384-178313) som SMHI kallar för Utloppet av Grundträsktjärnen. Medelhöjden är 136 meter över havet och ytan är 0,75 kvadratkilometer. Räknas de 2 avrinningsområdena uppströms in blir den ackumulerade arean 10,43 kvadratkilometer. Ronningsbäcken (Grundtjärnsbäcken) som avvattnar avrinningsområdet har biflödesordning 3, vilket innebär att vattnet flödar genom totalt 3 vattendrag innan det når havet efter 45 kilometer. Avrinningsområdet består mestadels av skog (60 procent). Avrinningsområdet har 0,16 kvadratkilometer vattenytor vilket ger det en sjöprocent på 21,7 procent.